# BK Avtodor Saratov
Basketbolnyj kloeb Avtodor Saratov (Russisch: Баскетбольный клуб Автодор Саратов) is een professionele basketbalclub uit Saratov, Rusland. Ze spelen in de VTB United League.

## Geschiedenis
Avtodor werd opgericht in 1960 als Spartak Saratov. Later in 1972 wordt de naam verandert in Avtodorozjnik Saratov. In het seizoen 1996/97 werd de naam Avtodor Saratov. In 2009 werden ze kampioen van de Russische superliga B, maar weigerde te promoveren vanwege financiële problemen.

## Verhuizen naar Sint-Petersburg
In 2004, als gevolg van een gebrek aan regionale financiering van de club en door een aantal rekeningen en frequente conflicten met de gouverneur, besloten Dmitri Ayatskov en Vladimir Rodionov om het team te verplaatsen van Saratov naar Sint-Petersburg en de naam veranderen in " Dinamo ". Rodionov zelf werd CEO van de nieuwe club met als basis het Saratov team en een paar nieuwe spelers en hoofdtrainer David Blatt.

## In Saratov
Ondertussen verplaatste Avtodor zich vrijwillig naar de tweede divisie voor het seizoen 2004/05, maar degradeerde naar de derde divisie. Avtodor zou de tweede divisie winnen in 2009, maar had niet de financiële middelen om terug te keren naar de Super League. Het keerde wel terug naar de Super League in 2012, maar tegen die tijd was de competitie de binnenlandse tweede divisie geworden. Die club won in 2014, grotendeels dankzij het spel van de MVP Courtney Fortson en de veelbelovende jonge Artem Klimenko. De club ontving een uitnodiging om te spelen in de VTB United League en de Europese EuroChallenge in 2014/15.
De club was in staat om deel te nemen dankzij de financiering en de toegenomen steun van de lokale overheid. De financiering van de stad kwam door het geld van ijshockey club Kristall Saratov te compenseren.

## Erelijst
- Landskampioen Rusland:
  - Tweede: 1994, 1997, 1998, 1999
  - Derde: 1992, 1996

- Landskampioen Rusland: 1 (divisie B)
  - Winnaar: 2009, 2014
  - Derde: 2013

## Bekende (oud-)spelers
| - - Andrej Maltsev - - Anatolij Kovtoen - Semjon Antonov - Sergej Bykov - Viktor Chrjapa - Andrej Fetisov - Artoer Gazajev - Aleksandr Goetorov - Igor Gratsjev - Sergej Ivanov - Artem Klimenko - Vladislav Kondratov | - Fjodor Licholitov - Andrej Maltsev - Aleksandr Miloserdov - Sergej Monja - Nikita Morgoenov - Vitali Nosov - Jevgeni Pasjoetin - Zachar Pasjoetin - Sergej Toropov - Sergej Tsjikalkin - Joeri Zjoekanenko - Roberts Štelmahers | - Gintaras Einikis - Darius Lukminas - Benjamin Eze - Julius Nwosu - Grigori Chizjnjak - Mykola Chrjapa - Artoer Drozdov - Acie Earl - Courtney Fortson - Vladimir Veremejenko |

## Bekende (oud-)coaches
| - Joeri Selichov (1994-1995) - Boris Sokolovski (1995-1996) - - Sergej Zozoelin (1999-2000) - Joeri Selichov (2001-2002) - Neven Spahija (2003) - Sergej Grisjaev (2003-2004) - Aleksandr Sidiakin (2006-2007) - Vladimir Rodionov (2007-2008) - Nikša Bavčević (2008) - Miroslav Nikolić (2008-2009) - Michail Karpenko (2010-2011) - Vladimir Rodionov (2011-2012) - Michail Michajlov (2013) - Vladimir Antsiferov (2014) - Sergej Mokin (2014-2015) | - Vladimir Rodionov (2015) - Brad Greenberg (2015) - Aleksej Vasiljev (2015-2016) - Vladimir Antsiferov (2016) - Nikolajs Mazurs (2016) - Sergej Mokin (2016) - Vladimir Antsiferov (2016-2017) - Andrea Mazzon (2017) - Jevgeni Pasjoetin (2017-2018) - Sergej Mokin (2018) - Dušan Alimpijević (2018-2019) - Jevgeni Pasjoetin (2019) - Predrag Krunić (2019-2020) - Donaldas Kairys (2020) - Gordon Herbert (2020-2021) | - Vladislav Konovalov (2021) (waarnemend) - Emil Rajković (2021-2022) - Vladislav Konovalov (2022) (waarnemend) - Nebojša Vidić (2022) - Milos Pavicevich (2022) - Darko Ruso (2022-2023) - Branislav Vićentić (2023) - Milenko Bogićević (2023-heden) |